# I. Giovanni Participazio
I. Giovanni Participazio (?, 8. század – Grado, 836) volt a tizenkettedik velencei dózse, és az egyre inkább dinasztikussá váló hatalomban a harmadik a Participazio család sarjai közül.
Apját Angelo Participaziónak hívták, aki kitűnő hadvezérként állhatott a velenceiek élére. A Bizánci Birodalommal szemben folytatott óvatos politika és a Frank Birodalommal való megbékélés hatására a város igen gyorsan fejlődött, és az öröklődő hatalomra igen érzékeny kereskedők szemet hunytak Angelo dinasztikus törekvései felett. Mivel a dózse legidősebb fia, Giustiniano Konstantinápolyban tartózkodott, hogy a császár kegyét fenntartsa, ezért Angelo először a másodszülött gyermeket, Giovannit ültette a társuralkodói trónra.
Amikor erről Giustiniano tudomást szerzett, V. Leó bizánci császár támogatottjaként visszatért a lagúnák városába. Eleinte Giovanni nem akarta elfogadni trónigényét, de később apja tanácsára mégis le kellett mondania a társuralkodói trónról, hiszen Velence nem akarta összerúgni a port Bizánccal.
Giovanni ezek után Zárába utazott, hogy rokonai szándéka szerint ott bizánci ellenőrzés alá kerüljön, de az ambiciózus ifjú úgy döntött, hogy nem hagyja annyiban a velencei trón elvesztését. Zárai kényszertartózkodását feladta, és Bergamóba utazott, hogy tárgyaljon Jámbor Lajossal, a frankok királyával a velencei trón sorsáról. A koronás fő nem akart összetűzésbe keveredni Bizánccal, ezért nem támogatta Giovannit a trónfoglalás tervében. Ráadásul a velencei udvarban fény derült mesterkedéseire, így hamarosan már a konstantinápolyi császár udvarának „vendége” lett. Sokéves száműzetés után végre 829-ben visszatérhetett szülőföldjére, ugyanis a haldokló Giustiniano utód nélkül maradt, és hogy biztosítsa a családi vérvonalat, Giovannihoz került a dózse cím.
Giovanni uralkodása bosszút és vérontást követelt a lagúnák népétől. Trónra lépése után nem sokkal, húszévnyi száműzetés után ismét felbukkant a városban Obelerio Antenoreo, és elvesztett jogait akarta ismét visszaszerezni. A harcok felborították Velence békéjét, és amikor már a kereskedőváros polgárainak nagy része megelégelte a vérontást, Giovanni úgy döntött, hogy egy drasztikus lépéssel véget vet a további harcoknak: földig rombolta Malamoccót, amely Obelerio mögött állt, és a város leomlott falai mögött elfogta a trónkövetelőt. Obeleriót lefejezték, és az akkori szokásoknak megfelelően kitűzték fejét a dózse palotájának falára.
A belharcoknak ugyan vége szakadt, de megerősödött azon nemesek tábora, akik Giovanni lemondását követelték, hiszen az öröklődő hatalomban a zsarnokságot látták. A dózséhoz közel álló rokoncsaládok  rábírták Giovannit, hogy hagyja el Velencét, és keressen menedéket Itália új ura, I. Lothár császár udvarában. Az el caregon, vagyis a velencei dózse trónja közel hat hónapig megüresedett. Giovanni távollétében egy Caroso nevű bitorló foglalta el a vezető szerepét, és tribun-féle címet vett fel. Carosót a bizánci párt juttatta hatalomra, de igazán nem fogadták el uralmát.
Giovanni a frank seregek támogatásával tért vissza a városba. Elfogatta és megvakíttatta Carosót, majd újra elfoglalta első helyét Velence élén. Megöletni nem merte a trónbitorlót, félve Konstantinápoly haragjától. A trónt azonban még így sem sikerült biztosítania: a velenceiek fellázadtak Giovanni uralma ellen, és 836-ban lemondatták trónjáról az egyre véresebb trónviszályokba bonyolódó dózsét.